# Doris Berger-Grabner
Doris Berger-Grabner (* 31. Oktober 1978 als Doris Berger in St. Pölten) ist eine österreichische Wirtschaftswissenschaftlerin und Politikerin der Österreichischen Volkspartei (ÖVP). Vom 31. Jänner 2019 bis zum 22. März 2023 war sie vom Landtag von Niederösterreich entsandtes Mitglied des Bundesrates.

## Leben

### Ausbildung und Beruf
Doris Berger-Grabner maturierte 1996 am Bundesrealgymnasium Rechte Kremszeile in Krems an der Donau. Anschließend studierte sie Wirtschaftspädagogik und Betriebswirtschaft an der Wirtschaftsuniversität Wien (WU), das Studium schloss sie 2001 als Magistra ab. 2005 promovierte sie an der WU mit einer Dissertation über Lebensstilorientiertes Kaufentscheidungsverhalten. Seit 2005 ist sie Professorin im Department Business an der IMC Fachhochschule Krems, seit 2008 ist sie außerdem externe Lektorin an der Universität für Weiterbildung Krems. Doris Berger-Grabner ist Mutter von zwei Kindern.

### Politik
In der ÖVP-Ortsgruppe Krems-Mitte ist sie stellvertretende Obfrau. Von 2006 bis 2009 war sie Bezirksvorstand-Stellvertreterin der Jungen Wirtschaft Bezirk Krems. Für die ÖVP kandidierte sie bei der Nationalratswahl 2008 und bei den Gemeinderatswahlen 2012 und 2017 in der Statutarstadt Krems. Seit dem 31. Jänner 2019 ist sie vom Landtag von Niederösterreich entsandtes Mitglied des Bundesrates. Sie folgte Sandra Kern nach, die ihr Mandat zurücklegte. Bei der Nationalratswahl 2019 kandidiert sie für die Volkspartei Niederösterreich im Landeswahlkreis Niederösterreich auf Platz sechs.
Ende Februar 2020 wurde sie als Nachfolgerin von Petra Bohuslav als Landesleiterin der ÖVP Frauen Niederösterreich nominiert, im Februar 2021 folgte sie ihr als Landesleiterin von Wir Niederösterreicherinnen nach. Im Mai 2021 wurde sie als Gemeinderätin der Stadt Krems angelobt. Im März 2022 wurde sie zur Stellvertreterin des Bezirksparteiobmannes der ÖVP Krems Josef Edlinger gewählt.
Nach der Gemeinderatswahl in Krems im September 2022 verzichtete sie auf das ihr zustehende Mandat, für sie rückte Andreas Ettenauer nach. Nach der Landtagswahl 2023 schied sie mit Beginn der XX. Gesetzgebungsperiode aus dem Bundesrat aus. Nach ihrem Abschied aus dem Bundesrat legte sie ihre Aufgaben bei Wir Niederösterreichinnen wegen eines neuen Jobs als Studiengangsleiterin an der FH IMC Krems zurück, als Nachfolgerin wurde Silke Dammerer designiert.

## Publikationen (Auswahl)
- 2007: Lebensstile und Kaufentscheidungsverhalten der multioptionalen Konsumenten: eine empirische Analyse am Beispiel der Wiener Kaffeehäuser, VDM Verlag Dr. Müller, Saarbrücken 2007, ISBN 978-3-8364-5044-7
- 2010: Wissenschaftliches Arbeiten in den Wirtschafts- und Sozialwissenschaften: hilfreiche Tipps und praktische Beispiele, Gabler-Verlag, Wiesbaden 2010, ISBN 978-3-8349-2285-4
- 2019: Strategic Retail Management and Brand Management, De Gruyter Oldenbourg, Berlin 2019, ISBN 978-3-11-054383-4